# Categoría Primera A 2013
Categoría Primera A 2013 är den högsta divisionen i fotboll i Colombia för säsongen 2013. Divisionen består av två mästerskap – Torneo Apertura och Torneo Finalización – som korar två separata mästare. Divisionen kvalificerar även lag till Copa Sudamericana 2014 och Copa Libertadores 2014. Torneo Apertura inleddes den 2 februari 2013 då fyra av de nio matcherna i den första omgången spelades.

## Torneo Apertura
Alla lag mötte varandra en gång, antingen hemma eller borta, vilket innebar totalt 17 omgångar. Därutöver spelade alla lag varsin "derbyomgång" där det spelades derbyn eller andra matcher mellan rivaler, vilket innebar totalt 18 omgångar under Torneo Apertura. De åtta främsta lagen gick till slutspel.
| Nr | Lag                    | S  | V | O  | F | GM | IM | MS  | P  |
| -- | ---------------------- | -- | - | -- | - | -- | -- | --- | -- |
| 1  | Santa Fe               | 18 | 9 | 6  | 3 | 32 | 25 | +7  | 33 |
| 2  | Atlético Nacional      | 18 | 8 | 8  | 2 | 29 | 22 | +7  | 32 |
| 3  | Itagüí Ditaires        | 18 | 8 | 7  | 3 | 27 | 17 | +10 | 31 |
| 4  | Deportivo Cali         | 18 | 7 | 9  | 2 | 31 | 21 | +10 | 30 |
| 5  | Deportes Tolima        | 18 | 8 | 5  | 5 | 31 | 23 | +8  | 29 |
| 6  | Millonarios            | 18 | 8 | 4  | 6 | 26 | 18 | +8  | 28 |
| 7  | Once Caldas            | 18 | 7 | 7  | 4 | 23 | 17 | +6  | 28 |
| 8  | Deportivo Pasto        | 18 | 6 | 8  | 4 | 21 | 25 | −4  | 26 |
| 9  | Cúcuta Deportivo       | 18 | 6 | 5  | 7 | 23 | 20 | +3  | 23 |
| 10 | Independiente Medellín | 18 | 6 | 5  | 7 | 18 | 18 | 0   | 23 |
| 11 | La Equidad             | 18 | 5 | 7  | 6 | 16 | 15 | +1  | 22 |
| 12 | Junior                 | 18 | 6 | 4  | 8 | 24 | 25 | −1  | 22 |
| 13 | Atlético Huila         | 18 | 4 | 8  | 6 | 19 | 23 | −4  | 20 |
| 14 | Alianza Petrolera      | 18 | 5 | 5  | 8 | 19 | 28 | −9  | 20 |
| 15 | Boyacá Chicó           | 18 | 4 | 7  | 7 | 27 | 31 | −4  | 19 |
| 16 | Envigado               | 18 | 4 | 5  | 9 | 15 | 25 | −10 | 17 |
| 17 | Deportes Quindío       | 18 | 2 | 7  | 9 | 8  | 24 | −16 | 13 |
| 18 | Patriotas              | 18 | 0 | 11 | 7 | 14 | 26 | −12 | 11 |

Färgkoder:
     – Kvalificerade för slutspel.

### Semifinalomgång
Semifinalomgången bestod av två olika grupper med fyra lag i varje grupp. Varje lag spelade sex macher och därefter gick det bästa lagen i varje grupp vidare till final.
| Nr | Lag            | S | V | O | F | GM | IM | MS | P  |
| -- | -------------- | - | - | - | - | -- | -- | -- | -- |
| 1  | Santa Fe       | 6 | 3 | 2 | 1 | 7  | 5  | +2 | 11 |
| 2  | Millonarios    | 6 | 3 | 1 | 2 | 10 | 8  | +2 | 10 |
| 3  | Deportivo Cali | 6 | 1 | 4 | 1 | 6  | 6  | 0  | 7  |
| 4  | Once Caldas    | 6 | 1 | 1 | 4 | 8  | 12 | −4 | 4  |

| Nr | Lag               | S | V | O | F | GM | IM | MS | P  |
| -- | ----------------- | - | - | - | - | -- | -- | -- | -- |
| 1  | Atlético Nacional | 6 | 3 | 1 | 2 | 9  | 8  | +1 | 10 |
| 2  | Itagüí Ditaires   | 6 | 3 | 0 | 3 | 8  | 9  | −1 | 9  |
| 3  | Deportes Tolima   | 6 | 2 | 2 | 2 | 8  | 7  | +1 | 8  |
| 4  | Deportivo Pasto   | 6 | 2 | 1 | 3 | 8  | 9  | −1 | 7  |

### Final
Finalen spelades i bäst av två matcher. Vid ett likaläge skulle straffsparksläggning ha tillämpats. Atlético Nacional och Santa Fe spelade lika, 0-0, i den första matchen. Då Atlético Nacional vann den andra matchen med 2-0 blev de mästare i Torneo Apertura och därmed kvalificerade för Copa Libertadores 2014 och även Superliga de Colombia 2014. Detta var den tolfte gången som Atlético Nacional tar hem ett colombianskt mästerskap, senast var Apertura 2011.
| Lag 1    | Resultat | Lag 2             | 1:a matchen | 2:a matchen | Straffar |
| -------- | -------- | ----------------- | ----------- | ----------- | -------- |
| Santa Fe | 0–2      | Atlético Nacional | 0–0         | 0–2         | —        |

## Torneo Finalización
Alla lag mötte varandra en gång, antingen hemma eller borta, vilket innebar totalt 17 omgångar. Därutöver spelade alla lag varsin "derbyomgång" där det spelades derbyn eller andra matcher mellan rivaler, vilket innebar totalt 18 omgångar under Torneo Apertura. De åtta främsta lagen gick till slutspel.
| Nr | Lag                    | S  | V  | O | F  | GM | IM | MS  | P  |
| -- | ---------------------- | -- | -- | - | -- | -- | -- | --- | -- |
| 1  | Atlético Nacional      | 18 | 11 | 4 | 3  | 29 | 12 | +17 | 37 |
| 2  | Millonarios            | 18 | 8  | 7 | 3  | 28 | 18 | +10 | 31 |
| 3  | Junior                 | 18 | 8  | 6 | 4  | 29 | 24 | +5  | 30 |
| 4  | Deportivo Cali         | 18 | 7  | 7 | 4  | 22 | 13 | +9  | 28 |
| 5  | Santa Fe               | 18 | 7  | 7 | 4  | 24 | 17 | +7  | 28 |
| 6  | Once Caldas            | 18 | 8  | 4 | 6  | 24 | 17 | +7  | 28 |
| 7  | Deportivo Pasto        | 18 | 6  | 9 | 3  | 21 | 20 | +1  | 27 |
| 8  | Itagüí Ditaires        | 18 | 8  | 3 | 7  | 20 | 20 | 0   | 27 |
| 9  | Independiente Medellín | 18 | 6  | 6 | 6  | 24 | 19 | +5  | 24 |
| 10 | La Equidad             | 18 | 5  | 8 | 5  | 24 | 21 | +3  | 23 |
| 11 | Patriotas              | 18 | 5  | 8 | 5  | 17 | 17 | 0   | 23 |
| 12 | Envigado               | 18 | 5  | 7 | 6  | 17 | 22 | −5  | 22 |
| 13 | Deportes Tolima        | 18 | 4  | 9 | 5  | 19 | 23 | −4  | 21 |
| 14 | Atlético Huila         | 18 | 5  | 5 | 8  | 24 | 30 | −6  | 20 |
| 15 | Alianza Petrolera      | 18 | 4  | 6 | 8  | 14 | 24 | −10 | 18 |
| 16 | Cúcuta Deportivo       | 18 | 4  | 4 | 10 | 19 | 27 | −8  | 16 |
| 17 | Deportes Quindío       | 18 | 4  | 2 | 12 | 10 | 33 | −23 | 14 |
| 18 | Boyacá Chicó           | 18 | 2  | 6 | 10 | 20 | 30 | −10 | 12 |

Färgkoder:
     – Kvalificerade för slutspel.

### Semifinalomgång
Semifinalomgången bestod av två olika grupper med fyra lag i varje grupp. Varje lag spelade sex macher och därefter gick det bästa lagen i varje grupp vidare till final.
| Nr | Lag               | S | V | O | F | GM | IM | MS | P  |
| -- | ----------------- | - | - | - | - | -- | -- | -- | -- |
| 1  | Atlético Nacional | 6 | 5 | 1 | 0 | 13 | 4  | +9 | 16 |
| 2  | Junior            | 6 | 3 | 1 | 2 | 10 | 7  | +3 | 10 |
| 3  | Santa Fe          | 6 | 2 | 0 | 4 | 7  | 11 | −4 | 6  |
| 4  | Itagüí Ditaires   | 6 | 1 | 0 | 5 | 6  | 14 | −8 | 3  |

| Nr | Lag             | S | V | O | F | GM | IM | MS | P  |
| -- | --------------- | - | - | - | - | -- | -- | -- | -- |
| 1  | Deportivo Cali  | 6 | 5 | 0 | 1 | 13 | 8  | +5 | 15 |
| 2  | Deportivo Pasto | 6 | 3 | 0 | 3 | 12 | 12 | 0  | 9  |
| 3  | Once Caldas     | 6 | 2 | 0 | 4 | 8  | 10 | −2 | 6  |
| 4  | Millonarios     | 6 | 2 | 0 | 4 | 9  | 12 | −3 | 6  |

### Final
Finalen spelas i bäst av två matcher. Vid ett likaläge skulle straffsparksläggning ha tillämpats. Den första matchen slutade 0-0 och eftersom Atlético Nacional vann den andra matchen med 2-0 blev de mästare av Finalización. Eftersom  vann Apertura 2013, så kunde laget genom denna final varken kvalificera sig för Copa Libertadores 2014 eller Superliga de Colombia 2014 eftersom laget redan är kvalificerade för dessa turneringar, utan Deportivo Cali tog dess plats i båda turneringarna.
| Lag 1             | Resultat | Lag 2          | 1:a matchen | 2:a matchen | Straffar |
| ----------------- | -------- | -------------- | ----------- | ----------- | -------- |
| Atlético Nacional | 2–0      | Deportivo Cali | 0–0         | 2–0         | —        |

## Kvalificering för internationella turneringar
- Copa Libertadores 2014:
  - Vinnaren av Torneo Apertura och Torneo Finalización: Atlético Nacional
  - Bästa icke-kvalificerade laget i den sammanlagda tabellen: Deportivo Cali
  - Näst bästa icke-kvalificerade laget i den sammanlagda tabellen: Santa Fe
- Copa Sudamericana 2014:
  - Vinnaren av Copa Colombia 2013: Atlético Nacional
  - Vinnaren av Superliga de Colombia 2014: Deportivo Cali
  - Bästa eller näst bästa valbara laget i den sammanlagda tabellen: Millonarios
  - Näst bästa eller valbara laget i den sammanlagda tabellen: Itagüí Ditaires

### Sammanlagd tabell
Den sammanlagda tabellen består av samtliga matcher som spelats av varje lag under året, inklusive eventuella slutspelsmatcher. Genom den sammanlagda tabellen avgörs vilka lag som kvalificerar sig till Copa Libertadores 2014 (det bästa icke-kvalificerade laget i tabellen som inte redan kvalificerat sig) och till Copa Sudamericana 2014 (de bäst placerade lagen som inte kvalificerat sig för Copa Sudamericana). Utöver detta kvalificerar sig även vinnarna av Torneo Apertura respektive Finalización till Copa Libertadores, samt vinnarna av Copa Colombia respektive Superliga de Colombia till Copa Sudamericana. I de fall samma lag vunnit Apertura och Finalización går den andra platsen i Copa Libertadores till det i övrigt bäst placerade laget i den sammanlagda tabellen, medan den tredje platsen går till nästföljande lag i tabellen. Samma princip gäller ifall ett och samma lag vunnit Copa Colombia och Superliga de Colombia - platsen i Copa Sudamericana går då istället till ett lag i den sammanlagda tabellen.
| Nr | Lag                     | S  | V  | O  | F  | GM | IM | MS  | P   |
| -- | ----------------------- | -- | -- | -- | -- | -- | -- | --- | --- |
| 1  | Atlético NacionalLM, CM | 52 | 29 | 16 | 7  | 82 | 45 | +37 | 103 |
| 2  | Deportivo CaliSC        | 50 | 20 | 21 | 9  | 72 | 50 | +22 | 81  |
| 3  | Santa Fe                | 50 | 21 | 16 | 13 | 70 | 60 | +10 | 79  |
| 4  | Millonarios             | 48 | 21 | 12 | 15 | 73 | 56 | +17 | 75  |
| 5  | Itagüí Ditaires         | 48 | 20 | 10 | 18 | 61 | 60 | +1  | 70  |
| 6  | Deportivo Pasto         | 48 | 17 | 18 | 13 | 62 | 66 | −4  | 69  |
| 7  | Once Caldas             | 48 | 18 | 12 | 18 | 63 | 56 | +7  | 66  |
| 8  | Junior                  | 42 | 17 | 11 | 14 | 62 | 56 | +6  | 62  |
| 9  | Deportes Tolima         | 42 | 14 | 16 | 12 | 58 | 53 | +5  | 58  |
| 10 | Independiente Medellín  | 36 | 12 | 11 | 13 | 42 | 37 | +5  | 47  |
| 11 | La Equidad              | 36 | 10 | 15 | 11 | 40 | 36 | +4  | 45  |
| 12 | Atlético Huila          | 36 | 9  | 13 | 14 | 43 | 53 | −10 | 40  |
| 13 | Cúcuta Deportivo        | 36 | 10 | 9  | 17 | 42 | 47 | −5  | 39  |
| 14 | Envigado                | 36 | 9  | 12 | 15 | 32 | 47 | −15 | 39  |
| 15 | Alianza Petrolera       | 36 | 9  | 11 | 16 | 33 | 52 | −19 | 38  |
| 16 | Patriotas               | 36 | 5  | 19 | 12 | 31 | 43 | −12 | 34  |
| 17 | Boyacá Chicó            | 36 | 6  | 13 | 17 | 47 | 61 | −14 | 31  |
| 18 | Deportes Quindío        | 36 | 6  | 9  | 21 | 18 | 57 | −39 | 27  |

Färgkoder:
     – Kvalificerade för Copa Libertadores 2014 och Copa Sudamericana 2014.

     – Kvalificerade för Copa Libertadores 2014.

     – Kvalificerade för Copa Sudamericana 2014.

LM Kvalificerade till Copa Libertadores genom vinst i Torneo Apertura och Torneo Finalización.

CM Kvalificerade till Copa Sudamericana genom vinst i Copa Colombia 2013.

SC Kvalificerade till Copa Sudamericana genom Superliga de Colombia 2014.

## Nedflyttning
Ett lag flyttades ner och ett lag gick till nedflyttningskval efter säsongen. Detta avgjordes genom en speciell nedflyttningstabell, som är vardera lags snittpoäng över de tre senaste säsongerna. För lag som inte spelat någon av säsongerna gavs 41 poäng för säsongen 2011 och 39 poäng säsongen 2012. Det laget med sämst snittpoäng flyttades ner och det näst sista laget gick till nedflyttningskval.
| #  | Team                   | 2011 Png | 2012 Png | 2013 Png | Total Png | Totalt Spelade | Snitt |
| -- | ---------------------- | -------- | -------- | -------- | --------- | -------------- | ----- |
| 1  | Atlético Nacional      | 55       | 52       | 69       | 175       | 108            | 1.62  |
| 2  | Itagüí Ditaires        | 54       | 61       | 58       | 173       | 108            | 1.602 |
| 3  | Millonarios            | 56       | 57       | 59       | 172       | 108            | 1.593 |
| 4  | Deportes Tolima        | 56       | 65       | 50       | 171       | 108            | 1.583 |
| 5  | Santa Fe               | 49       | 52       | 61       | 162       | 108            | 1.5   |
| 6  | Junior                 | 50       | 57       | 52       | 159       | 108            | 1.472 |
| 7  | Deportivo Cali         | 50       | 49       | 58       | 157       | 108            | 1.454 |
| 8  | Once Caldas            | 65       | 33       | 56       | 154       | 108            | 1.426 |
| 9  | La Equidad             | 45       | 61       | 45       | 151       | 108            | 1.398 |
| 10 | Deportivo Pasto        | 41       | 52       | 53       | 146       | 108            | 1.352 |
| 11 | Envigado               | 60       | 44       | 39       | 143       | 108            | 1.324 |
| 12 | Boyacá Chicó           | 53       | 49       | 31       | 133       | 108            | 1.231 |
| 13 | Independiente Medellín | 37       | 43       | 47       | 127       | 108            | 1.176 |
| 14 | Atlético Huila         | 39       | 41       | 40       | 120       | 108            | 1.111 |
| 15 | Patriotas              | 42       | 44       | 34       | 120       | 108            | 1.111 |
| 16 | Alianza Petrolera      | 41       | 39       | 38       | 118       | 108            | 1.093 |
| 17 | Cúcuta Deportivo       | 41       | 35       | 39       | 115       | 108            | 1.065 |
| 18 | Deportes Quindío       | 47       | 40       | 27       | 114       | 108            | 1.056 |

### Nedflyttningskval
Cúcuta Deportivo ställdes mot Fortaleza från den näst högsta divisionen i Colombia. Den första matchen spelades på Fortalezas hemmaplan och slutade 2-0 till hemmalaget. Cúcuta vann den andra matchen på sin hemmaplan med 1-0, vilket gav ett totalresultat på 2-1 till Fortaleza. Lagen bytte därmed plats inför kommande säsong.
| Lag 1     | Resultat | Lag 2            | 1:a matchen | 2:a matchen | Straffar |
| --------- | -------- | ---------------- | ----------- | ----------- | -------- |
| Fortaleza | 2–1      | Cúcuta Deportivo | 2–0         | 0–1         | —        |